# À vos marques... party! 2
Pour plus de détails, voir Fiche technique et Distribution.
À vos marques... party! 2 est un film québécois réalisé par Frédérik D'Amours sorti le 17 juin 2009. C'est la suite du film À vos marques... party!.

## Synopsis
Gaby et Fred partent en compétition de natation à Québec. Pour Gaby, le succès est instantané. Mais pour Fred, les choses se gâtent. En plus de la tension qu'il y a dans le couple, Gaby fait la rencontre d'un ami qui fréquentait la même école qu'elle. La petite Gabrielle Roberge est bien mêlée dans son cœur. Non seulement pour ses amours, mais aussi pour ses études. Devrait-elle abandonner la compétition pour se concentrer sur ses études? 

## Distribution
- Mélissa Désormeaux-Poulin : Gaby Roberge
- Jason Roy Léveillée : Frédérick Bédard
- Mariloup Wolfe : Sandrine Meilleur
- Maxime Desbiens-Tremblay : Maxime Jobin
- David Laurin : William Therrien
- Sylvie Moreau : Peggy Lamothe
- Guy Jodoin : Jean-Marc Roberge
- Samuel Landry : Vincent Roberge
- Marina Orsini : Yaelle
- Alexandre Despatie : Olivier Duclos
- Max Walker : Nick

## Fiche technique
- Réalisateur : Frédérik D'Amours
- Scénaristes : Caroline Héroux et Martine Pagé
- Production : Christian Larouche et Caroline Héroux
- Sociétés de production : Christal Films et Gaëa Films
- Pays : Canada
- Lieux de tournage : (Québec)
- Distribution : Christal Films
- Budget : 3 000 000 $
- Langue : Français québécois
- Date de sortie : 17 juin 2009